# لشکر چهاردهم زرهی (ورماخت)
لشکر چهاردهم زرهی (به آلمانی: 14. Panzer-Division) یکی از لشکرهای زرهی ورماخت در جنگ جهانی دوم بود.